# 大眼鋸鱗魚
大眼鋸鱗魚為輻鰭魚綱金眼鯛目金鱗魚亞目金鱗魚科的其中一種，分布於太平洋區，從印尼至法屬波里尼西亞，北至日本海域，棲息深度25-52公尺，體長可達26.5公分，棲息在礁石區及向海礁坡，為底棲性魚類，屬肉食性，以多毛類、甲殼類為食，成群活動，可做為觀賞魚。

## 擴展閱讀
維基物種上的相關：大眼鋸鱗魚